# David O'Hara
David Patrick O'Hara (Glasgow, 9 juli 1965) is een Schotse acteur. 
Zijn doorbraak kwam na zijn vertolking in de film Braveheart in 1995. Tussen 2007 en  2010 speelde hij ook in de reeks The Tudors. Hij speelde ook een bijrol in Harry Potter en de Relieken van de Dood.
- Bibliothèque nationale de France: cb142120222 (data)
- Gemeinsame Normdatei: 1241855234
- International Standard Name Identifier: 0000 0000 0882 0434
- Library of Congress Control Number: no2005046783
- Nationale Bibliotheek van Tsjechië: xx0231901
- Nationale Bibliotheek van Israël: 987007452295605171